# 雅瑶线路所
雅瑶线路所是位于广东省江门市鹤山市雅瑶镇上南村的一个线路所，用于连接广珠铁路与南沙港铁路。线路所于2021年2月3日开通，仅用于列车转线，不对外办理客货运业务。

## 概况
雅瑶线路所位于广珠铁路江门北站与江门站之间。南沙港铁路正线经道岔侧向引出，转向东南。线路所在广珠线上下行方向及南沙港铁路方向均为电气化复线。
线路所原规划为货运鹤山南站，后调整为线路所，于2021年2月3日完成拨接施工。